# Žumberkovac
Žumberkovac falu Horvátországban, Bród-Szávamente megyében. Közigazgatásilag Okucsányhoz tartozik.

## Fekvése
Bródtól légvonalban 60, közúton 70 km-re északnyugatra, Pozsegától   légvonalban 31, közúton 44 km-re nyugatra, községközpontjától légvonalban 8, közúton 13 km-re északkeletre, a Psunj-hegység lejtőin, a Trnava-patak partján fekszik.

## Története
A település valószínűleg török kiűzése után a 18. század elején keletkezett, amikor részben Boszniából részben az ország más vidékeiről pravoszláv vlachok települtek ide be. Az első katonai felmérés térképén „Dorf Xumberkovacz” néven található. Lipszky János 1808-ban Budán kiadott repertóriumában „Xuberkovacz” néven szerepel.  
Nagy Lajos 1829-ben kiadott művében „Sumberkuvacz” néven 80 házzal, 15 katolikus és 394 ortodox vallású lakossal találjuk.  A gradiskai határőrezredhez tartozott, majd a katonai közigazgatás megszüntetése után Pozsega vármegyéhez csatolták. 
1857-ben 128, 1910-ben 174 lakosa volt. Az 1910-es népszámlálás szerint lakosságának 91%-a szerb, 9%-a horvát anyanyelvű volt. Pozsega vármegye Újgradiskai járásának része volt. Az első világháború után 1918-ban az új szerb-horvát-szlovén állam, majd később (1929-ben) Jugoszlávia része lett. 
1991-től a független Horvátországhoz tartozik. 1991-ben lakosságának 91%-a szerb nemzetiségű volt. A délszláv háború során a település már a háború elején 1991 tavaszán szerb ellenőrzés alá került. 1995. május 2-án a „Bljesak-95” hadművelet második napján foglalta vissza a horvát hadsereg. A szerb lakosság legnagyobb része elmenekült. 2011-ben a településnek 4 lakosa volt. 

## Lakossága
| Lakosság változása | Lakosság változása | Lakosság változása | Lakosság változása | Lakosság változása | Lakosság változása | Lakosság változása | Lakosság változása | Lakosság változása | Lakosság változása | Lakosság változása | Lakosság változása | Lakosság változása | Lakosság változása | Lakosság változása | Lakosság változása |
| ------------------ | ------------------ | ------------------ | ------------------ | ------------------ | ------------------ | ------------------ | ------------------ | ------------------ | ------------------ | ------------------ | ------------------ | ------------------ | ------------------ | ------------------ | ------------------ |
| 1857               | 1869               | 1880               | 1890               | 1900               | 1910               | 1921               | 1931               | 1948               | 1953               | 1961               | 1971               | 1981               | 1991               | 2001               | 2011               |
| 128                | 148                | 146                | 152                | 154                | 174                | 174                | 171                | 139                | 132                | 126                | 107                | 83                 | 67                 | 0                  | 4                  |